# Оцеларжи
«Оцеларжи» (чеш. Oceláři Třinec, рус. «Сталелитейщики») — хоккейный клуб из Тршинеца, выступает в чешской экстралиге. В сезоне 2010/11 команда выиграла Экстралигу в первый раз в своей истории, а в сезоне 2018/19 – во второй.

## История
Хоккей с шайбой пришел в Тршинец зимой 1929-30, когда хоккеисты играли на замёрзшем пруду. Клуб, основанный как СК «Тршинец», получил своё текущее название «Оцеларжи» в 1999 году.
Только в 1967 году появился первый хоккейный стадион, а в 1976 к нему была достроена крыша. В 1979 году команда впервые сыграла во втором дивизионе и составила конкуренцию остальным командам.
В 1995 году, через 11 лет после постройки нового стадиона, команда из Тршинеца пробилась в высшую чешскую лигу. В 1998 клуб вышел в финал экстралиги, в 1999 году стал бронзовым призёром чемпионата. В 2011 году впервые в истории «Тршинец» стал чемпионом Чехии, в 2015 и 2018 годах выходил в финал, но уступал там. В 2019 году «Оцеларжи» вновь выиграли Экстралигу. 8 ноября 2019 года в рамках торжеств по случаю 90-летнего юбилея тршинецкого хоккея, был проведён ретро-матч «Железарны» — «Петра» между командами «Тршинец» и «Всетин» с теми же хоккеистами, которые участвовали в финале Экстралиги 1998 года. Перед началом матча под свод арены были вывешены свитеры Яна Петерека, Радека Бонка, Любомира Секераша и Рихарда Крала. В самой игре «Тршинец» одержал победу со счётом 8:4, лучшими игроки матча были Петерек и Крал, набравшие по 4 очка (2 шайбы и 2 передачи). В 2021 году «Тршинец» в 3-й раз в своей истории выиграл чемпионат Чехии.

## Прежние названия
- 1929 — СК Тршинец
- 1938 — КС Заолзье
- 1939 — СК Железарны Тршинец
- 1950 — ТЕ ТЖ ВРСР Тршинец
- 1988 — ТЕ ТЖ Тршинец
- 1994 — ХК Железарны Тршинец
- 1999 — ХК Оцеларжи Тршинец

## Достижения
Чемпион Экстралиги 2011, 2019, 2021, 2022, 2023, 2024
  Серебряный призёр Экстралиги 1998, 2015, 2018
  Бронзовый призёр Экстралиги 1999

## Чемпионские составы

### 2010/11
Вратари: Петер Хамерлик, Мартин Войтек
Защитники: Лукаш Крайичек, Йозеф Грабал, Станислав Худец, Мартин Лойек, Мартин Рихтер, Даниэл Семан, Лукаш Зиб
Нападающие: Радек Бонк, Ян Петерек, Вацлав Варадя, Мартин Ружичка, Мартин Адамски, Иржи Полански, Ладислав Кон, Давид Кветонь, Войтех Полак, Эрик Грня, Якуб Орсава, Брайан Макгрегор, Марек Заграпан, Мартин Коуделка
Тренер: Павел Марек

### 2018/19
Вратари: Шимон Грубец, Павел Кантор
Защитники: Лукаш Крайичек, Милан Доудера, Мартин Гернат, Давид Мусил, Владимир Рот, Гунтис Галвиньш, Патрик Гусак, Мариан Адамек, Якуб Матьяш
Нападающие: Мартин Ружичка, Мартин Адамски, Иржи Полански, Петр Врана, Эрик Грня, Владимир Дравецки, Томаш Марцинко, Владимир Свачина, Итан Верек, Арон Хмелевски, Михал Коваржчик, Ондржей Коваржчик, Давид Чинчала, Штепан Новотны
Тренер: Вацлав Варадя

### 2020/21
Вратари: Ондржей Кацетл, Якуб Штепанек, Йозеф Корженарж
Защитники: Томаш Кундратек, Милан Доудера, Мартин Гернат, Давид Мусил, Ян Яромержски, Ральфс Фрайбергс, Мариан Адамек, Ян Заградничек
Нападающие: Мартин Ружичка, Петр Врана, Матей Странски, Михаэль Шпачек, Джек Родевалд, Эрик Грня, Владимир Дравецки, Томаш Марцинко, Арон Хмелевски, Михал Коваржчик, Ондржей Коваржчик, Патрик Грегорчак, Милош Роман, Даниэл Куровски, Давид Кофронь, Филип Задина, Лукаш Яшек
Тренер: Вацлав Варадя

## Изъятые номера
- 11  Ян Петерек
- 14  Радек Бонк
- 77  Любомир Секераш
- 91  Рихард Крал